# 720 Bohlinia
720 Bohlinia је астероид главног астероидног појаса. Приближан пречник астероида је 33,73 ,
а средња удаљеност астероида од Сунца износи 2,886 астрономских јединица (АЈ).
Инклинација (нагиб) орбите у односу на раван еклиптике је 2,356 степени, а орбитални период износи 1791,271 дана (4,904 године). Ексцентрицитет орбите астероида износи 0,015.
Апсолутна магнитуда астероида износи 9,71 а геометријски албедо 0,202.
Астероид је откривен 18. октобра 1911. године.